# Emir Abdul Gani
Emir Abdul Gani Martínez (Montevideo, 28 de marzo de 1994) es un bailarín, coreógrafo y celebridad de internet uruguayo.

## Biografía

### Primeros años
Emir Abdul Gani Martínez nació el 28 de marzo de 1994 en Montevideo. De ascendencia libanesa, tiene dos hermanos, uno mellizo y uno mayor; su padre falleció cuando tenía 15 años. Los primeros años de su vida transcurrieron en el barrio 6 de diciembre, y en la adolescencia se trasladó con su familia al barrio La Unión, donde su madre administraba un comercio. Comenzó a bailar desde una edad temprana, a partir de los once años tomó clases y los quince inició a enseñar. Asimismo, tomó clases en Argentina con instructores brasileños y estadounidenses.

### Trayectoria
A los 19 años comenzó a publicar sus videos de baile en las redes sociales. En 2018 subió a YouTube el primer video con sus alumnos. Un año más tarde, después de que el cantante y rapero Daddy Yankee compartiera un video en el que una alumna de Abdul Gani bailaba una coreografía suya del sencillo “Con calma”, su exposición aumentó enormemente. De esta forma comenzó a hacer seminarios en diferentes países de América Latina y España. En 2019 tuvo una aparición en el programa de televisión argentino Bailando por un sueño, donde hizo una presentación de su coreografía de “Con calma”.
En abril de 2021 se anunció que Abdul Gani como coach de baile de Karina la Princesita y su partenaire, Rafael Muñiz, en el reality Showmatch, la academia. Sin embargo, en junio se apartó de por temas personales. Ese mismo año se convirtió en el primer bailarín en firmar contrato con Warner Music, y una de sus coreografías viralizadas fue ejecutada por el cantante colombiano J Balvin en el programa Late Night with Jimmy Fallon. Asimismo, ha trabajado en coreografías con cantantes como Karol G, Lola Índigo, y Sofía Reyes.
En febrero de 2022 fichó como panelista e investigador del concurso de talentos ¿Quién es la máscara? de Teledoce, versión uruguaya del formato surcoreano King of Mask Singer. El programa estrenado en mayo, fue renovado para una segunda temporada estrenada en abril de 2023. En marzo de 2023 se confirmó que sería un miembro del jurado del concurso de talentos Got Talent Argentina de Telefe, junto a Florencia Peña, Abel Pintos y La Joaqui.
Imparte clases en Montevideo y en Buenos Aires; dirige Ayman Crew un equipo de baile de danza urbana y reguetón.

## Filmografía
| Año       | Programa               |                     | Canal    |
| --------- | ---------------------- | ------------------- | -------- |
| 2021      | Showmatch, la academia | Coach de baile      | El Trece |
| 2022-2023 | ¿Quién es la máscara?  | Jurado investigador | Teledoce |
| 2023      | Got Talent Argentina   | Jurado              | Telefe   |

## Premios y nominaciones
| Año  | Organización                  | Categoría      | Trabajo  | Resultado | Ref    |
| ---- | ----------------------------- | -------------- | -------- | --------- | ------ |
| 2023 | Premios Martín Fierro Digital | Mejor Tiktoker | Él mismo | Ganador   | [ 20 ] |